# Первый миллион (телеигра)
«Первый миллион» (укр. Перший мільйон; другое название — Хто хоче стати мільйонером? — Перший мільйон) — украинский аналог международного популярного формата «Who Wants to Be a Millionaire?», выходивший на телеканале «1+1» с 10 ноября 2000 по 17 декабря 2005 год. Ведущими шоу были Даниил Яневский, Анатолий Борсюк и Остап Ступка.

## История

### «Первый миллион» (2000—2005)
Шоу «Первый миллион» впервые вышло в эфир «1+1» в 2000 году, причина появления шоу — после впечатлений канала от российского аналога под названием «О, счастливчик!» по заказу «НТВ», вышедшего в 1999 году.
Канал «1+1» тогда в то время подписал договор с оригинальным аналогом «Who Wants to Be a Millionaire?» и его правообладателем «Celador Production Limited», затем еще подписал договор с программой «О, счастливчик!» и её ведущим Дмитрием Дибровым и приобрел у них права, позже канал начинает процесс съёмок первых выпусков 2000 года, концепция и дизайн студии выглядит не так как в российской версии «НТВ».
В одной из новостей сайта «МедиаНяня» режиссёр шоу Ирина Ионова заявила, что одним из первых форматов, адаптированных на украинском телевидении, стал формат «Who Wants to Be a Millionaire?».
В Украине это самый первый формат, его идея принадлежит генеральному продюсеру «1+1» Александру Роднянскому и исполнительному продюсеру Владимиру Оселедчику.
24 ноября 2000 года шоу сразу же после своего первого выхода в эфир канала «1+1» начинает бить все рейтинги, ведь в тот момент уже ходили настойчивые слухи, что канал готовит собственную версию знаменитой игры, впрочем, слово «версия» здесь не совсем удачное.
31 декабря 2000 года на канале вышла премьера новогоднего выпуска программы, который первый ведущий Даниил Яневский вел в костюме деда Мороза, этот костюм ему изготовили стилисты канала «1+1» за одну ночь перед съемками, они изготовили ему каптан, брюки и колпак, а также накладной живот-подушку для солидности, в этом выпуске участие приняли два украинских актёра Виктор Андриенко и Валентин Опалев в костюмах пана Кумко и кума Панька, съемки новогодних игр программы прошли в теплой, дружеской обстановке и хорошо знакомой всем компании звезд «1+1».
В ноябре 2001 года на «1+1» шоу отметило свой юбилей, в том же году ему исполнился год со дня выхода в эфир канала, про это сообщает пресс-служба газеты «День Украины».
Спонсором украинской версии является мобильная операторская связь «Киевстар GSM», в конце каждого выпуска Даниил Яневский вручал игроку мобильный телефон с антенной и этой связью, специально установленной для этого телефона.
Он заявлял, что этот телефон он дарит ему за выигрыш или проигрыш в последнем вопросе, спонсором российской версии является банк «Альфа-Банк», Яневский вел шоу с 2000 по 2002 год, это первый сезон, который он вел несколько лет.
14 июня 2002 года в пресс-службе газеты «День Украины» Яневский даёт интервью про себя корреспондентам газеты и заявляет, что ему очень нравится шоу «Первый миллион».
В 2002 году в шоу принял участие украинский футболист Владимир Зинченко, про это сообщает пресс-служба газеты «Зоря Полесья», Зинченко даёт интервью корреспондентам газеты про себя и о том, почему попал на программу:

- Пресс-служба «Зоря Полесья»: А как вообще ты попал на передачу?
- Зинченко: Позвонил по телефону о своем желании участвовать в «Первом миллионе» еще в декабре.
- Ответил на пробный конкурсный вопрос, а оператор записал мои координаты и сказал ждать. Потом, конечно, некоторое время передача вообще не выходила в эфир.
- Я уже и думать забыл. Вдруг в марте раздался телефонный звонок с сообщением, что я буду участвовать в программе.
- Несколько раз сроки записи переносили, вероятно, сказались длительные выходные на майские праздники. Наконец-то получил вызов на 11 мая.

Зинченко также рассказал, что запись выпуска программы с его участием длилась всего два с половиной часа, он вошел в игру в конце первой и начинал вторую.
Так что телезрители видели его дважды, всего за день снимают сразу три программы и нервная нагрузка была немалая, но поддерживали и успокаивали игроков очень доброжелательный и искренний ведущий Яневский и другие создатели передачи.
Правда, в смонтированном виде шоу длится в эфире всего около часа, новость про Зинченко напечатана газетой 25 мая 2002 года.
Позже Яневского заменяет второй ведущий Анатолий Борсюк, который вел второй сезон с апреля по декабрь 2003 года, Яневский заявил, что уходит из программы и работы директором ТСН ТРК «Студии 1+1» и в связи с этим на его кресло садится Борсюк, также заявили, что, когда Яневский уходил из канала, отказывался после длительных переговоров работать в ночном эфире.
При Борсюке уже был один миллионер Сергей Карабинский, который выиграл 1 миллион молдавских лей (372 000 гривен), эфир с этим игроком состоялся 31 мая 2003 года, позже ещё появился один миллионер Николай Орлов, который забрал 8000 мальдивских руфий (приблизительно 3200 гривен), эфир с ним состоялся 26 декабря 2003 года, но перед выходом выпуска в эфир он дал интервью в одной из новостей даты 18 декабря 2003 года.
В 2005 году уже в третьем сезоне Борсюка заменяет третий ведущий, сын народного артиста Украины Богдана Ступки Остап Ступка.
При Ступке единственным миллионером стал лидер рок-группы «Океан Эльзы» Святослав Вакарчук, эфир с которым состоялся 22 января 2005 года, в этом выпуске Вакарчук пытается решить последний вопрос, в котором упоминается про гетьмана Ивана Мазепу, вопрос начинается так, какую фамилию носил Мазепа, Вакарчук выбрал вариант «Колединский», решение вопроса длилось несколько минут, Вакарчук также в то время выбирал подсказку «Звонок другу», в которой начал звонить своему отцу, но тот не успел ему дать ответ, позже после звонка Ступка принимает его вариант и тот становится миллионером, его выигрыш 1 миллион гривен.
В одной из новостей газеты «Хрещатик» даты 27 января 2005 года после этого эфира Вакарчук заявил, что свой выигрыш передаст детям-сиротам, выпуск с его участием входил в цикл благотворительных программ, организованных каналом «1+1», деньги, выигранные участниками, передаются сиротам.
Также Вакарчук поделился своими впечатлениями от программы:

- Это одна из немногих интеллектуальных забав в Украине, в которой я хотел попробовать свои силы.
- Единственное, что меня смущало: не люблю публично выигрывать или проигрывать деньги. Поэтому решающим моментом решения или участвовать в съемках стало то, что выигрыш пойдет на благотворительность.
- В тот день у меня было очень много дел, я опаздываю на встречу и думал о ней даже во время программы. Очнулся только на десятом вопросе, даже не успел испугаться.
- Мне кажется, что для победы недостаточно иметь энциклопедические знания, ведь у каждого есть своя ахиллесова пятка. Надо руководствоваться логикой, умеренностью и прислушиваться к интуиции.
- Теперь у меня изменилось отношение к «Первому миллиону» — исчез скепсис: безумные деньги там получить можно.

28 января 2005 года Ступка в пресс-службе газеты «Факты» поделился своими впечатлениями от выигрыша Вакарчука:

- Пресс-служба «Факты»: Вас можно поздравить с первым миллионером!
- Ступка: Когда Славко приблизился к четырнадцатому вопросу, я понял: что-то будет.
- Впрочем, все игроки раскочегариваются во второй половине, однако этой игрой я доволен, как никакой другой. Правда, сам не знал ответа на финальный вопрос.
- Гадал вместе с Вакарчуком. Меня тоже «колбасило» и я одновременно со Славой пил воду. Игра была особенная. Одной из лучших. А из-за того, что она преследовала благотворительную цель, хотелось, чтобы участники выиграли побольше.

Позже 10 декабря выходит уже последний выпуск третьего сезона программы, а уже 2 июня 2006 года Ступка принимает участие в качестве гостя интерактивной программы «BBC Украина» и даёт своё интервью, которое состоялась уже 4 июня, в интервью содержится новость о программе «Первый миллион», которую корреспонденты попросили Ступку им рассказать, он назвал причину закрытия этой программы:

- Ступка: «Первый миллион» не подается, кажется, с Нового года. Причин не знаю, я в это не погружаюсь.
- Говорят, что то рейтинги были низкие или со спонсорами не договорились и в конце концов никто мне ничего не сказал. Но у меня сейчас другой проект, это программа «Высокая нота» — хит-парад украинской эстрады на 1+1.
- То есть телевидение я не оставляю или оно не оставляет меня, потому что я остаюсь одним из лиц канала 1+1.

Причиной закрытия являются низкие рейтинги, напомним, что последним спонсором программы была торговая марка «Мягков».
В одной из новостей газеты «Хрещатик» даты 24 ноября 2006 года Ступка заявил, почему стал ведущим программы:

- Пресс-служба «Хрещатик»: А как вы стали телезвездой «Первого миллиона»?
- Ступка: Отношения с телевидением у меня начались со школы.
- Театральный кружок под руководством Алексея Кужельного (ныне художественный руководитель театра «Созвездие») принимал участие в выпуске программы для детей на УТ-1.
- Поэтому мы регулярно появлялись на экране: разыгрывали разные сценки, устраивали викторины.
- Пресс-служба «Хрещатик»: А на «Первый миллион» вы проходили кастинг?
- Ступка: Нет, мне просто позвонил канал 1+1 с этим предложением.

### «Хто хоче стати мільйонером?» (2021, 2024)
13 октября 2021 года телеканал «ICTV» объявил кастинг новой версии уже под оригинальным названием «Хто хоче стати мільйонером?».
В то время на канале был показан анонс этой версии с фрагментами нескольких международных зарубежных версий и их выигрышей, в то время канал подписывает договор с правообладателем «Sony Pictures Television», продюсер канала Татьяна Гребеник заявила:
«Мы уверены, после премьеры «Кто хочет стать миллионером?» на ICTV извечный вопрос «Кто в доме главный?» отойдет на второй план. Все — от школьников до родителей и бабушек с дедушками — будут бороться за звание самого умного, отвечая на вопросы вместе с игроком»
.
Уже в ноябре начинается процесс съёмок первых выпусков шоу, студия уже выглядит по другому, в ней убраны лестницы между экраном с логотипом шоу и зрители в связи с пандемией коронавируса COVID-19, такая студия сделана в оригинальной версии, но в украинской версии немного переделана, на инстаграм-аккаунте «wwtbam_international» выложены первые кадры, на которых находится построенная студия с логотипом и двумя креслами и появляется Боклан со словами:
«Приветствую, Вы смотрите шоу «Кто хочет стать миллионером?».
Видео подписано текстом: «Первый взгляд на украинское шоу «Хто хоче стати мільйонером?», это самое первое появление секретной студии, фанаты шоу сотни раз посмотрели видео и под ним написали комментарий:
«Не могу дождаться возвращения этой версии».
Также со старыми подсказками появились новые подсказки: «50:50», «Звонок другу», «+1» и «Замена вопроса». В связи с пандемией COVID-19 и вторжением России на Украину была убрана подсказка «Помощь зала».
В ноябре 2021 года канал «ICTV» раскрыл имя ведущего, это народный артист Украины Станислав Боклан, который впервые стал ведущим на телевидении, он заявил, почему стал ведущим:
«Даже в лотерее никогда не участвую, потому что уже так случилось, что не везет. Всю жизнь зарабатываю только собственным трудом – сначала в театре, потом в кино и на телевидении. Я рад, что в «Кто хочет стать миллионером?» люди как раз могут рассчитывать не только на собственный нрав, но и на свои знания, любознательность и сосредоточенность».
В то время в Украине состоялась презентация холдинга «StarLightMedia» под названием «ICTV — канал номер 1 в Украине», там был презентован анонс с Бокланом в костюме и галстуке, видео с презентации выложено в телеграм-канале «Культурная Прачечная», этот анонс был показан на канале вместе с датой эфира 29 ноября в 19:20, кроме того, на презентации заявили, что возродят другие программы: «Форт Боярд» на Новом канале и «Танцуют все!» на СТБ.
С 29 ноября уже в эфир выходили отснятые первые выпуски, но однажды 1 декабря на канале был показан уже второй выпуск, где участие принял врач Александр Онофрийчук из Луцка, участие которое долго длилось до конца выпуска, миллион он не смог выиграть, но мог до него дойти, Онофрийчук покидает игру после того как прошёл 13 вопросов уже ближе до последнего вопроса а Боклан заявляет, что возмутился тем, что он покинул игру и что он так хорошо играл, в результате чего игрок выиграл 200 000 гривен, Боклан ему заявил:.
Игрок в выпуске заявил, что работает в кабинете ультразвуковой диагностики щитовидной железы.
За это время в 2021 году вышло всего 10 выпусков, но однажды в 8 выпуске эфира от 22 декабря принял участие игрок Олег Мороз из села Слобода Сумской области, который выиграл 1 миллион гривен и получил подарочный сертификат в виде гривны, сразу же после выигрыша он заявил:
«В голове до сих пор не укладывается, что я это сделал. Всем, кто смотрит программу, хочу пожелать верить в себя, сердце всегда подскажет. Первой расскажу жене, скажу, что у нее муж теперь миллионер. Спасибо ей, потому что она поверила в меня, и я оказался здесь»
Мороз также заявил в шоу, что работает оператором на почте и музыкальным руководителем детского коллектива.
Уже 29 декабря в предновогодний день вышел последний 10 выпуск, но шоу ещё не было закрыто, уже в феврале 2022 года канал заявил о кастинге второго сезона шоу, но в связи со вторжением России на Украину кастинг изначально был приостановлен. Однако, в августе 2024 года телеканал ICTV2 объявил о возобновлении съемок шоу и объявил о кастинге. Премьера нового сезона состоялась 21 октября 2024 года на телеканале ICTV2.
Спонсорами шоу являлось украинское казино «Космолот» (Cosmolot) и препарат «Магне-Б».

## Правила игры
Кто хочет стать миллионером?:
| Номер | Сумма выигрыша |
| 15    | 1 миллион грн  |
| 14    | 500 тысяч грн  |
| 13    | 200 тысяч грн  |
| 12    | 150 тысяч грн  |
| 11    | 75 тысяч грн   |
| 10    | 50 тысяч грн   |
| 9     | 40 тысяч грн   |
| 8     | 30 тысяч грн   |
| 7     | 20 тысяч грн   |
| 6     | 10 тысяч грн   |
| 5     | 5 тысяч грн    |
| 4     | 2 тысячи грн   |
| 3     | 1 тысяча грн   |
| 2     | 500 грн        |
| 1     | 100 грн        |

## Выигрыши
- Сергей Карабинский (1 миллион молдавских лей, 372 тысячи гривен) — 31 мая 2003 года
- Святослав Вакарчук (1 миллион гривен) — 22 января 2005 года
- Олег Мороз (1 миллион гривен) — 22 декабря 2021 года
- Руслан Стоколос (1 миллион гривен) — 9 декабря 2024 года

## Проигрыши
- Николай Орлов (8 тысяч мальдивских руфий, приблизительно 3200 гривен) — 26 декабря 2003 года
- Геннадий Малина (5 тысяч гривен) — 29 ноября 2021 года

## Подсказки
- 50 на 50 (убрать два неверных ответа)
- Звонок другу (звонить другу)
- Помощь зала (помогает зал) — подсказка в 2021 и 2024 годах была отменена из-за пандемии COVID-19 и вторжением России на Украину.
- Замена вопроса (меняется вопрос, 2021, 2024)
- +1 (подсказка друга, сидящего сзади игрока в зале, 2021, 2024)